# Charles Gérardin
Ne doit pas être confondu avec Eugène Gérardin.
Pour les articles homonymes, voir Gérardin.
Charles Hypolite Louis Gérardin, né à Saint-Louis (Haut-Rhin) le 27 décembre 1843 et mort à Paris le 12 mai 1921, est une personnalité de la Commune de Paris.

## Biographie
D'origine bourgeoise, il est le fils d'un contrôleur des contributions indirectes. Il travaille comme commis-voyageur pour des fabriques de tapisseries. Il est le beau-frère de A Dupont, employé au Crédit foncier de France, qui fut condamné par la Haute Cour de justice siégeant à Blois en 1869-70 pour participation à un complot contre la vie de l'Empereur, Napoléon III, complot monté de toutes pièces par la police.
Pendant le siège de Paris par les Allemands (septembre 1870-mars 1871), il est élu commandant de la Garde nationale, et devient membre du Comité central républicain des Vingt arrondissements. 
Il est un des signataires de l'Affiche Rouge du 7 janvier 1871. Le 26 mars 1871, il est élu au Conseil de la Commune par le XVIIe arrondissement, il siège à la commission de Sûreté générale et à celle des Relations extérieures. Le 1er mai il devient membre du premier Comité de Salut public. Le 10 mai, lors de l'arrestation de son ami Louis Rossel sur ordre du Comité de Salut public, il l'aide à s'évader et s'enfuit avec lui. 
Il se réfugie en Belgique puis en Angleterre. Il ne revient en France qu'après l'amnistie de 1880.

### Notices biographiques
- Jules Clère, Les hommes de la Commune : Biographie complète de tous ses membres, Paris, Libraire-éditeur É. Dentu, 1871, xiv-195, 1 vol. in-18 (OCLC 457798492, lire en ligne sur Gallica), p. 92-93
- Paul Delion, Les membres de la Commune et du Comité central, Paris, A. Lemerre éditeur, août 1871, 446 p. (lire en ligne sur Gallica), p. 100-102
- Bernard Noël, Dictionnaire de la Commune, Coaraze, L'Amourier éditions, coll. « Bio », avril 2021 (1re éd. 1971), 799 p. (ISBN 978-2-36418-060-4, ISSN 2259-6976, présentation en ligne), p. 405-406
- « Notice Gérardin Charles », sur maitron.fr, Le Maitron, dictionnaire bibliographique du mouvement ouvrier et du mouvement social, Association Les Amis du Maitron (consulté le 9 août 2021)